# Velké Simaginské jezero
Velké Simaginské jezero nebo Krasavica (rusky Большое Симагинское озеро nebo Красавица) je jezero v Karelské šíji v Leningradské oblasti v Rusku. Nachází se přibližně 7 až 8 km severně od Zelenogorsku. Je 2,8 km dlouhé a přibližně 1,2 km široké. Leží v nadmořské výšce 39 m.

## Pobřeží
Jezero je protáhnuté ze severozápadu na jihovýchod. Východní břeh je vysoký a místy strmý. Je porostlý sosnami. Severozápadní břeh je nízký s loukami a polemi. Dno je písečné a podél vody se táhnou nazlátlé pláže.

### Osídlení pobřeží
Východní břeh jezera téměř těsně přiléhá k Zelenogorské silnici. Jezero je malebné, využívá se jako rekreační objekt. Na břehu se nachází bývalý pionýrský tábor. V současné době se na březích stavějí rekreační chaty, místy dokonce v pobřežním ochranném pásmu.

## Vodní režim
Do jezera ústí ze severu Julijoki (Věrchňaja, Horní řeka) a z jihu odtéká Aljajoki (Nižňaja, Dolní řeka). Ta ústí do řeky Roščinky, ta dále do Čjorné, která ústí do Finského zálivu.

## Historie
Na severozápadním břehu jezera ve vesnici Jalkala (Jalkovo) se skrýval v srpnu 1917 V. I. Lenin a psal zde dílo Stát a revoluce. V éře Sovětského svazu zde bylo pamětní muzeum V. I. Lenina. Od roku 1993 zde působí historicko-etnografické muzeum-rezervace Jatkala. Na severním břehu se nachází vesnice Iljičjovo, kde byla na začátku 50. let 20. století postavena hlavní experimentální základna Vládního hydrologického institutu.